# Ятенга (провинция)
Ятенга (фр. Yatenga) — одна из 45 провинций Буркина-Фасо. Входит в состав Северной области. Административный центр провинции — город Уахигуя. Площадь провинции составляет 6990 км².

## Население
По данным на 2013 год численность населения провинции составляла 644 318 человек.
Динамика численности населения провинции по годам:
| 1996    | 1997    | 2005    | 2006    | 2013    |
| ------- | ------- | ------- | ------- | ------- |
| 448 941 | 443 967 | 566 626 | 547 952 | 644 318 |

## Административное деление
В административном отношении подразделяется на 13 департаментов:
- Барга
- Каэн
- Кальсака
- Косука
- Кумбри
- Намисигима
- Уахигуя
- Ула
- Рамбо
- Сегенега
- Тангае
- Тиу
- Зогоре